# Garat
 Garat  es una población y comuna francesa, en la región de Poitou-Charentes, departamento de Charente, en el distrito de Angoulême y cantón de Soyaux.
también es un apellido cuya identidad proviene desde Francia. Debido a la Segunda Guerra Mundial algunos de los portadores de dicho apellido debieron de emigrar hacia diferentes partes del mundo 

## Demografía
| 630 | 684 | 918 | 1255 | 1484 | 1482 |
| Para los censos de 1962 a 1999 la población legal corresponde a la población sin duplicidades (Fuente: INSEE [Consultar]) |     |     |      |      |      |